# Сталінешть
Сталінешть (рум. Stălineşti) — село в Молдові в Окницькому районі. Входить до складу комуни, центром якої є село Корестауць.

## Історія
Село було засноване в першій половині XX століття малоземельними селянами із району сучасного села Новоселиця Чернівецької області України, яким румунська влада виділила землю. На час заснування села територія Бессарабії входила до складу Румунії.